# Linnaea borealis
Linnaea borealis, comunament coneguda com a flor bessona (Twinflower en anglès), és un subarbust de massa forestal, tractada en la família caprifoliàcia, o a vegades en la seva pròpia família Linnaeaceae. La flor és l'emblema provincial de Småland a Suècia, la província de casa natal de Linnaeus (Linné).
Les tiges són primes, pubescents i prostrades, amb 20-40 cm de llargada, amb fulles ovalades, arrodonides i perennes d'uns 3-10 mm de llarg i 2-7 mm d'ample. Les tiges florals es torcen erectes, a 4-8 cm alt, sense fulles excepte a la base; les flors van aparellades, són pèndols de 7-12 mm de color rosa pàl·lid amb una corol·la de cinc lòbuls. Té una distribució circumpolar des de subàrtic humit a boscos temperats, i s'estén més cap al sud en muntanyes de gran altitud, a Europa cap al sud als Alps, a Àsia cap al nord del Japó, i a Amèrica del Nord de sud a nord a Califòrnia i a l'oest d'Arizona, i a Tennessee a l'est dels Apalatxes.
A la Gran Bretanya, les flor bessones creixen en masses forestals de pins principalment obertes a Escòcia i zona alta d'Anglaterra. Els forestals consideren que aquesta planta és una espècie indicadora d'antics boscos. Consta com "nacionalment escassa". Es troba en uns 50 llocs al voltant del país, molts situats als boscos al voltant de Cairngorms; les localitzacions més australs són a Northumberland.
Linnaea és l'única espècie en el seu gènere, però hi ha tres subespècies reconegudes:
- Linnaea borealis subsp. borealis - Europa
- Linnaea borealis subsp. americana - Amèrica del Nord
- Linnaea borealis subsp. longiflora - Àsia

## Nom
El seu nom comú prové de les flors aparellades. És una de les poques espècies amb el nom de Carl von Linné. Era la planta favorita de Linné i, de jove, va anomenar aquesta petita flor, "Linnaea". Més tard, en Systema Naturae, li canviaria el nom per "Rudbeckia".
El nom final va ser formalment assignat pel professor de Linné, Jan Frederik Gronovius, i Linné afegí borealis, que significa 'nòrdic'. Linné considerava aquesta flor com el seu símbol personal quan va arribar a la noblesa sueca el 1757. Deia "Linnaea va ser nomenada pel cèlebre Gronovius i és una planta de Lapland, una flor desatesa, insignificant, humil, però per poc de temps".

## Galeria

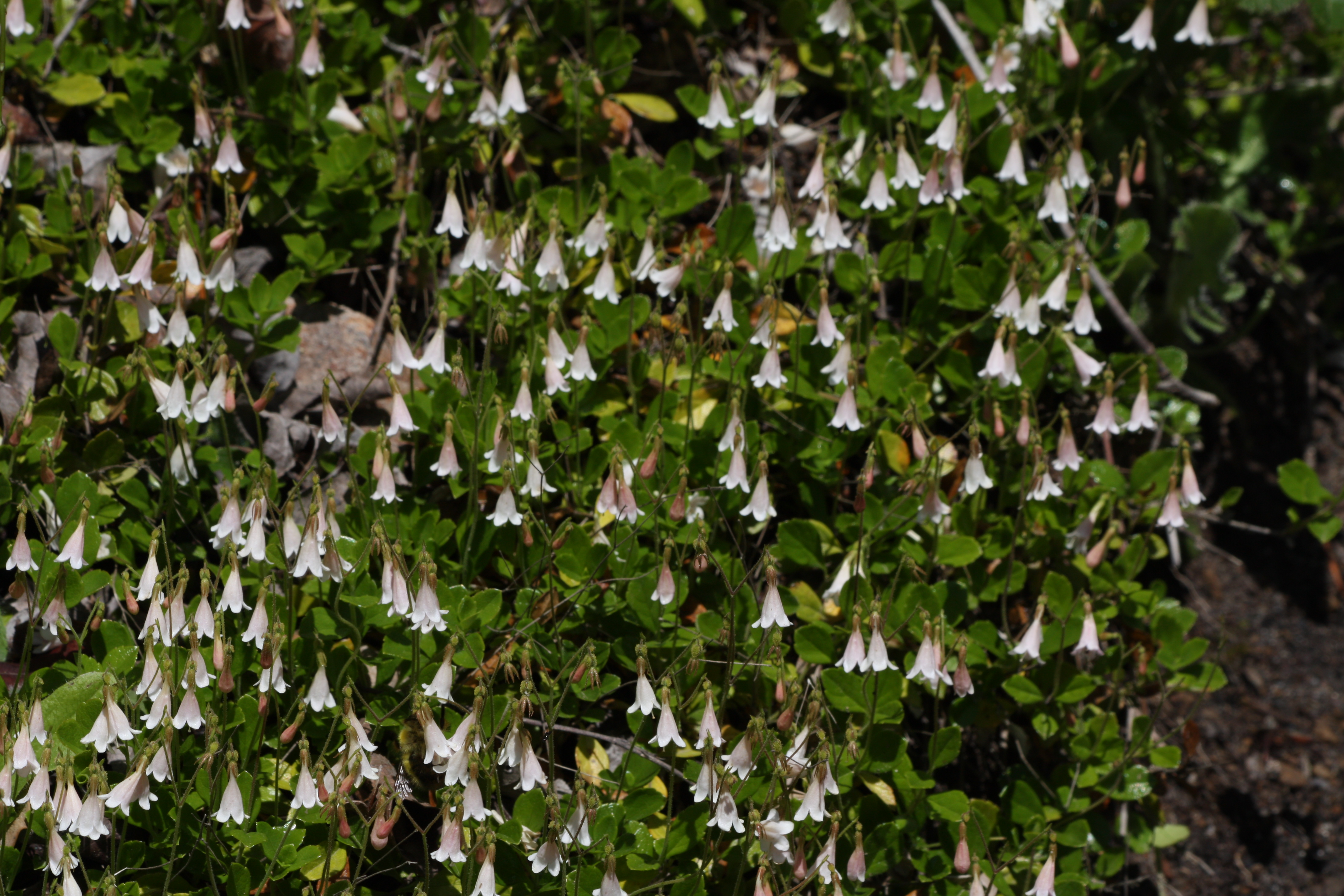
Bosc del mont Baker-Snoqualmie
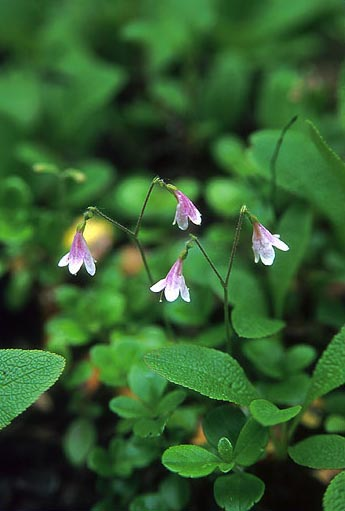
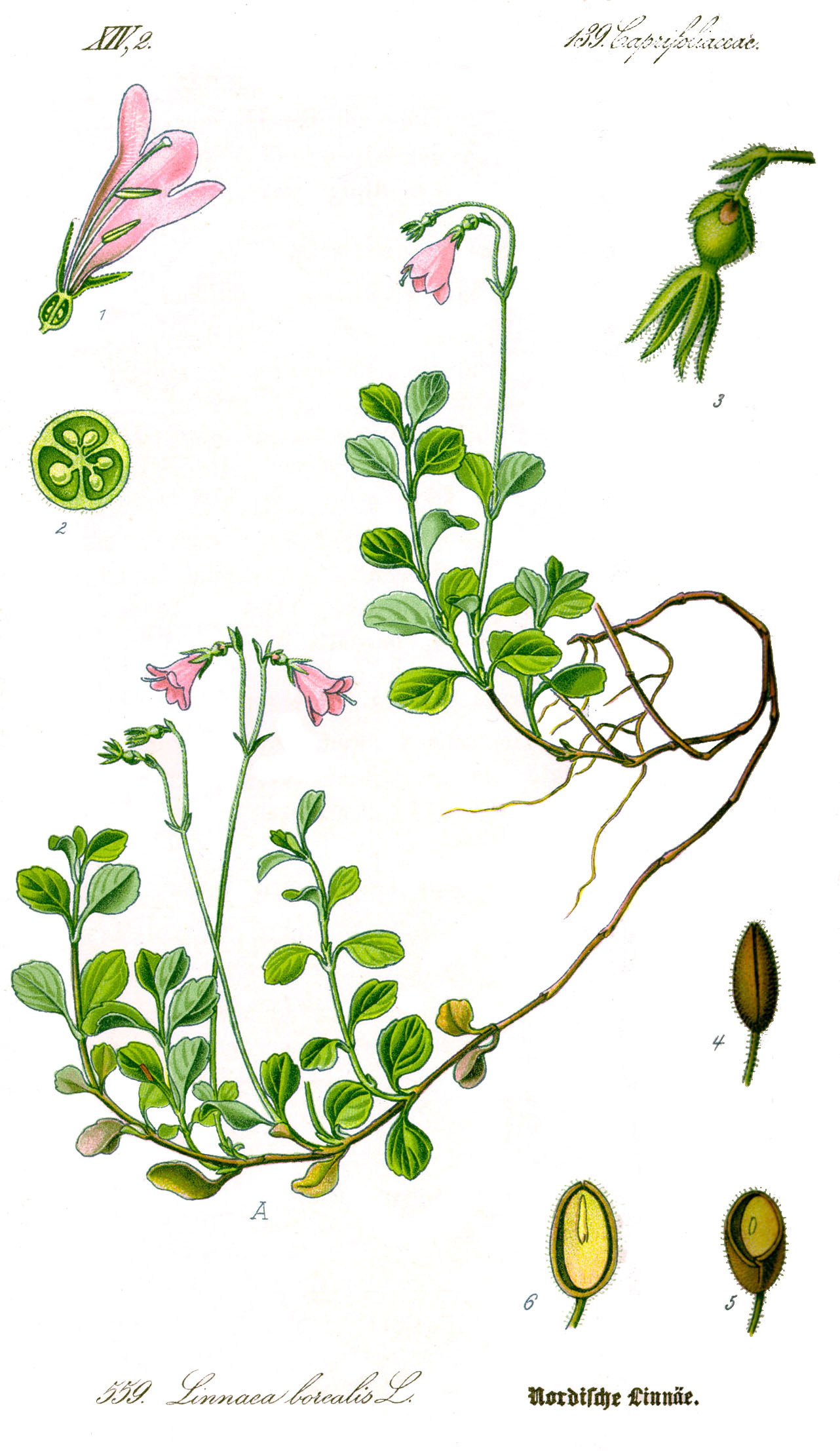
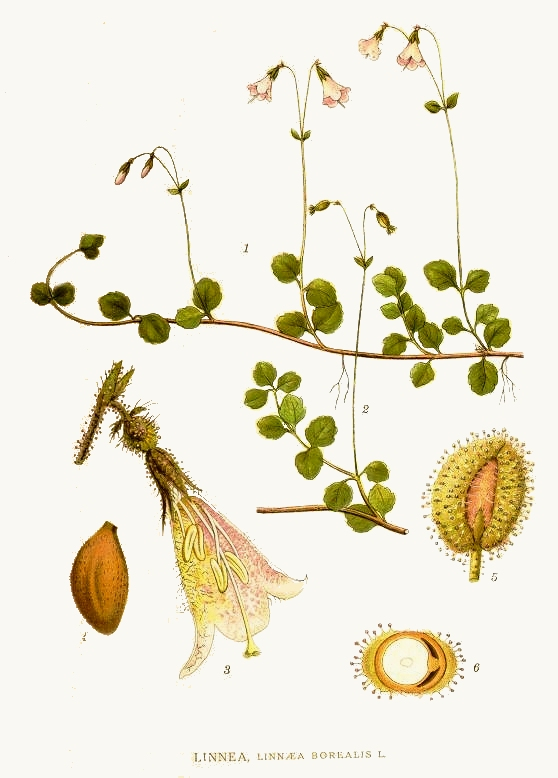
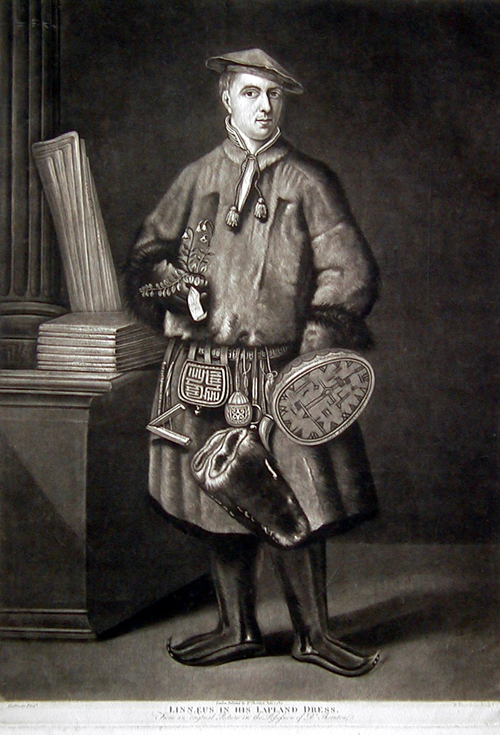
Carl von Linné amb una Linnaea a la mà
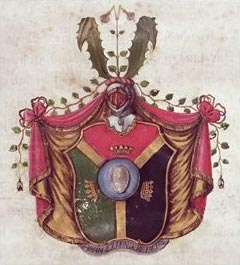
L'escut d'armes de Carl von Linné